# Seznam dílů seriálu Ztraceni ve vesmíru
Toto je seznam dílů seriálu Ztraceni ve vesmíru. Americký sci-fi televizní seriál Ztraceni ve vesmíru byl zveřejněn na Netflixu.

## Přehled řad
| Řada | Díly | Premiéra na Netflixu |
| ---- | ---- | -------------------- |
| 1    | 10   | 13. dubna 2018       |
| 2    | 10   | 24. prosince 2019    |
| 3    | 8    | 1. prosince 2021     |

## Seznam dílů

### První řada (2018)
| Č. v seriálu | Č. v řadě | Původní název           | Český název             | Režie           | Scénář                                    | Premiéra na Netflixu |
| ------------ | --------- | ----------------------- | ----------------------- | --------------- | ----------------------------------------- | -------------------- |
| 1            | 1         | Impact                  | Dopad                   | Neil Marshall   | Matt Sazama a Burk Sharpless              | 13. dubna 2018       |
| 2            | 2         | Diamonds in the Sky     | Diamanty na obloze      | Neil Marshall   | Matt Sazama a Burk Sharpless              | 13. dubna 2018       |
| 3            | 3         | Infestation             | Zamoření                | Tim Southam     | Zack Estrin                               | 13. dubna 2018       |
| 4            | 4         | The Robinsons Were Here | Byli tady Robinsonovi   | Alice Troughton | Katherine Collins                         | 13. dubna 2018       |
| 5            | 5         | Transmission            | Vysílání                | Deborah Chow    | Kari Drake                                | 13. dubna 2018       |
| 6            | 6         | Eulogy                  | Chvála                  | Vincenzo Natali | Ed McCardie                               | 13. dubna 2018       |
| 7            | 7         | Pressurized             | Pod tlakem              | Tim Southam     | Vivian Lee                                | 13. dubna 2018       |
| 8            | 8         | Trajectory              | Trajektorie             | Stephen Surjik  | Katherine Collins a Kari Drake            | 13. dubna 2018       |
| 9            | 9         | Resurrection            | Vzkříšení               | Tim Southam     | námět: Daniel McLellan scénář: Kari Drake | 13. dubna 2018       |
| 10           | 10        | Danger, Will Robinson   | Pozor, Wille Robinsone! | David Nutter    | Matt Sazama a Burk Sharpless              | 13. dubna 2018       |

### Druhá řada (2019)
| Č. v seriálu | Č. v řadě | Původní název | Český název    | Režie          | Scénář                         | Premiéra na Netflixu |
| ------------ | --------- | ------------- | -------------- | -------------- | ------------------------------ | -------------------- |
| 11           | 1         | Shipwrecked   | Ztroskotání    | Alex Graves    | Matt Sazama a Burk Sharpless   | 24. prosince 2019    |
| 12           | 2         | Precipice     | Propast        | Alex Graves    | Zack Estrin                    | 24. prosince 2019    |
| 13           | 3         | Echoes        | Ozvěny         | Leslie Hope    | Liz Sagal                      | 24. prosince 2019    |
| 14           | 4         | Scarecrow     | Strašák        | Jon East       | Kari Drake                     | 24. prosince 2019    |
| 15           | 5         | Run           | Běh            | Jon East       | Vivian Lee                     | 24. prosince 2019    |
| 16           | 6         | Severed       | Izolace        | Tim Southam    | Katherine Collins              | 24. prosince 2019    |
| 17           | 7         | Evolution     | Evoluce        | Tim Southam    | Daniel McLellan                | 24. prosince 2019    |
| 18           | 8         | Unknown       | Neznámo        | Jabbar Raisani | Kari Drake a Katherine Collins | 24. prosince 2019    |
| 19           | 9         | Shell Game    | Skořápky       | Stephen Surjik | Zack Estrin a Vivian Lee       | 24. prosince 2019    |
| 20           | 10        | Ninety-Seven  | Devadesát sedm | Alex Graves    | Matt Sazama a Burk Sharpless   | 24. prosince 2019    |

### Třetí řada (2021)
| Č. v seriálu | Č. v řadě | Původní název                  | Český název               | Režie                 | Scénář                       | Premiéra na Netflixu |
| ------------ | --------- | ------------------------------ | ------------------------- | --------------------- | ---------------------------- | -------------------- |
| 21           | 1         | Three Little Birds             | Tři malí ptáčci           | Frederick E.O. Toye   | Matt Sazama a Burk Sharpless | 1. prosince 2021     |
| 22           | 2         | Contact                        | Kontakt                   | Kevin Rodney Sullivan | Zack Estrin                  | 1. prosince 2021     |
| 23           | 3         | The New Guy                    | Nováček                   | Sarah Boyd            | Vivian Lee                   | 1. prosince 2021     |
| 24           | 4         | Nothing Left Behind            | Beze stop                 | Julian Holmes         | Daniel McLellan              | 1. prosince 2021     |
| 25           | 5         | Stuck                          | Není úniku                | Leslie Hope           | Kari Drake                   | 1. prosince 2021     |
| 26           | 6         | Final Transmission             | Poslední vysílání         | Julian Holmes         | Katherine Collins            | 1. prosince 2021     |
| 27           | 7         | Contingencies on Contingencies | Smršť nečekaných událostí | Leslie Hope           | Zack Estrin                  | 1. prosince 2021     |
| 28           | 8         | Trust                          | Důvěra                    | Jabbar Raisani        | Matt Sazama a Burk Sharpless | 1. prosince 2021     |